# Socialdemòcrates (Eslovènia)
Els Socialdemòcrates (en eslovè:Socialni Demokrati) són un partit polític d'Eslovènia, de centreesquerra, liderat per Borut Pahor.

## Història

### Constitució del partit
Abans de les eleccions legislatives eslovenes de 1992, les forces d'esquerra van entrar en debats i discussions. Van coincidir a formar una coalició de nom Llista Unida, de tint socialista. Aquesta coalicción va ser composta pel Partit Democràtic de les Reformes Eslovenes (SDP) (antiga Lliga dels Comunistes d'Eslovènia), la Unió Socialdemòcrata (USD), el Partit dels Treballadors Eslovens (PTE), i el Partit Democràtic dels Jubilats Eslovens (PDJE). Després de bons resultats electorals (14 membres en el parlament), tres dels partits de la coalicción (SDP, PTE, USD) van decidir formar un nou partit. Aquest partit es va anomenar Llista Unida dels Socialdemòcrates (ZLSD). El novembre de 1995, el partit va aprovar el seu programa titulat "Socialdemòcrates:Programa per a Eslovènia".

### L'era "Pahor"
En el tercer congrés nacional del ZLSD, en 1997, el partit va escollir Borut Pahor com a president. A les eleccions legislatives del 3 d'octubre de 2004, el partit va obtenir 10,2% dels vots, i 10 escons de 90, en el parlament. A les eleccions legislatives de setembre de 2008, els Socialdemòcrates foren el partit més votat.

## Resultats electorals

### Assemblea Nacional
| Any  | Líder            | Vots    | %          | Escons  | +/– | Govern             |
| ---- | ---------------- | ------- | ---------- | ------- | --- | ------------------ |
| 1990 | Ciril Ribičič    | 186,928 | 17.28 (#1) | 14 / 80 | 14  | Oposició           |
| 1992 | Ciril Ribičič    | 161,349 | 13.58 (#3) | 14 / 90 | =   | Coalició           |
| 1996 | Janez Kocijančič | 96,597  | 9.03 (#5)  | 9 / 90  | 5   | Oposició           |
| 2000 | Borut Pahor      | 130,079 | 12.08 (#3) | 11 / 90 | 2   | Coalició           |
| 2004 | Borut Pahor      | 98,527  | 10.17 (#3) | 10 / 90 | 1   | Oposició           |
| 2008 | Borut Pahor      | 320,248 | 30.45 (#1) | 29 / 90 | 19  | Coalició           |
| 2011 | Borut Pahor      | 115,952 | 10.52 (#3) | 10 / 90 | 19  | Oposició (2012–13) |
| 2011 | Borut Pahor      | 115,952 | 10.52 (#3) | 10 / 90 | 19  | Coalició (2013–14) |
| 2014 | Dejan Židan      | 52,249  | 5.98 (#4)  | 6 / 90  | 4   | Coalició           |
| 2018 | Dejan Židan      | 88,524  | 9.93 (#3)  | 10 / 90 | 4   | Coalició (2018–20) |
| 2018 | Dejan Židan      | 88,524  | 9.93 (#3)  | 10 / 90 | 4   | Oposició (2020–22) |
| 2022 | Tanja Fajon      | 79.709  | 6.69 (#4)  | 7 / 90  | 3   | Coalició           |

### Presidencials
| Any  | Candidat     | 1a volta | 1a volta    | 2a volta | 2a volta    | Resultat |
| Any  | Candidat     | Vots     | %           | Vots     | %           | Resultat |
| ---- | ------------ | -------- | ----------- | -------- | ----------- | -------- |
| 1990 | Milan Kučan  | 538,278  | 44,43 / 100 | 657,196  | 58,59 / 100 | Victòria |
| 1992 | Milan Kučan  | 795,012  | 63,93 / 100 |          |             | Victòria |
| 1997 | Milan Kučan  | 578,925  | 55,54 / 100 |          |             | Victòria |
| 2002 | Lev Kreft    | 25,715   | 2,25 / 100  |          |             | Derrota  |
| 2007 | Danilo Türk  | 241,349  | 24,47 / 100 | 677,333  | 68,03 / 100 | Victòria |
| 2012 | Borut Pahor  | 325,406  | 39,93 / 100 | 474,309  | 67,44 / 100 | Victòria |
| 2017 | Borut Pahor  | 355,117  | 47,21 / 100 | 375,106  | 52,98 / 100 | Victòria |
| 2022 | Milan Brglez | 134,726  | 15,45 / 100 |          |             | Derrota  |

### Parlament Europeu
| Any  | Líder        | Vots   | %         | Escons | +/– | Grup |
| ---- | ------------ | ------ | --------- | ------ | --- | ---- |
| 2004 | Borut Pahor  | 61,672 | 14.2 (#4) | 1 / 7  |     | PES  |
| 2009 | Zoran Thaler | 85,407 | 18.4 (#2) | 2 / 8  | 1   | S&D  |
| 2014 | Igor Lukšič  | 32,484 | 8.1 (#5)  | 1 / 8  | 1   | S&D  |
| 2019 | Tanja Fajon  | 89,936 | 18.7 (#2) | 2 / 8  | 1   | S&D  |
| 2024 | Matjaž Nemec | 51,783 | 7.7 (#4)  | 1 / 9  | 1   | S&D  |

## Presidents
- Ciril Ribičič, 1990 - 1993
- Janez Kocijančič, 1993-1997
- Borut Pahor, 1997-2012
- Igor Lukšič, 2012-2014
- Dejan Židan, 2014-2020
- Tanja Fajon, 2020-2024
- Matjaž Han, 2024-